# Janet Evans
Janet Elizabeth Evans, ameriška plavalka, * 28. avgust 1971, Placentia, Kalifornija, ZDA.
Kot prva ženska plavalka je zaporedno osvojila dve zlati olimpijski medalji v isti disciplini na dveh poletnih olimpijskih igrah ter isto na svetovnih prvenstvih v plavanju.